# 片桐陣屋
片桐陣屋（かたぎりじんや）は、信濃国伊那郡片桐郷(現長野県下伊那郡松川町)にあった代官所（代官陣屋）。

## 概要
文禄2年（1593年）11月、飯田城主・京極高知によって三州街道の経路が改められた際、片切宿(後に片桐宿と改められる)が成立し町並みが形成された。寛文12年(1672年)5月に飯田藩主・脇坂安吉（安政）が転封になると、片桐郷は天領となった。7月より、駿府陣屋の支庁ということで、脇坂氏が建てたお茶屋御殿を用いて片桐陣屋が設置された。代官は、北信濃・中野陣屋の天羽(あもう)七右衛門が兼任した。その後、片桐陣屋の建物が大破したため、問屋・大沢八之丞宅を仮陣屋としていたが、延宝5年（1677年）になって飯島陣屋に統合、片桐陣屋は廃止された。

## 沿革
- 寛文12年：伊那谷の天領管轄のため片桐村（現・松川町）片桐宿に片桐陣屋を設置。
- 延宝5年：飯島宿に陣屋を移す。

## 歴代代官一覧
| 代 | 氏名             | 任期                                    |
| -- | ---------------- | --------------------------------------- |
| 1  | 天羽七右衛門景安 | 寛文12年（1672年） 〜 延宝1年（1673年） |
| 2  | 設楽源右衛門能政 | 延宝1年（1673年） 〜 延宝5年（1677年）  |